# Hugo IV de Maine
Hugo IV (fallecido el 25 de marzo de 1051) fue el conde de Maine entre 1036 y 1051.

## Vida
Hugo era el hijo de Herberto I de Maine, uno de los hugónidas. Era menor a la muerte de su padre (1036) así que debió nacer entre 1018 y 1022. Herberto Baco, su tío-abuelo y defensor de los angevinos, actuó de regente.
El obispo de Le Mans, Gervais du Château du Loir, era partidario de la familia rival los Blois. El obispo y el regente chocaron, y el resultado fue la expulsión de Herberto por medio de un consejo popular. Gervais entonces proclamó a Hugo cuando alcanzó la mayoría de edad, y le arregló un matrimonio, con Berta de Blois.
Herberto, a diferencia de sus predecesores, siguió el consejo de su obispo. Gervais, a diferencia del tío a quien sucedió, Avesgaud de Bellême (quien era defensor de los condes de Anjou) se alió con los condes de Blois. Hugo, sin duda en apoyo de su obispo, se implicó en una serie de guerras con Godofredo Martel, conde de Anjou, en el valle del Loira. Poco después de la muerte de Hugo, el 25 de marzo de 1051, Gervais buscó refugio en Normandía después de haber sido expulsado de Maine. El éxito de Gervais a la hora de fortaleces el obispado de Le Mans sirvió para rebajar el condado de Maine, lo que llevó a que el condado fuera absorbido en los dominios de Anjou y Normandía.

## Familia
Hugo se casó alrededor de 1046 con Berta de Blois, quien era la viuda de Alano III de Bretaña, e hija de Eudes II de Blois y Ermengarda de Auvernia.
Sus hijos fueron:
- Herberto II de Maine (m. 1062).[1]
- Margarita (h. 1045 - 1063),[1] prometida a Roberto II de Normandía.